# Siler weyersi
Siler weyersi är en spindelart som först beskrevs av Simon 1899.  Siler weyersi ingår i släktet Siler och familjen hoppspindlar. Inga underarter finns listade i Catalogue of Life.